# 미마라 미술관
미마라 미술관(크로아티아어: Muzej Mimara)은 크로아티아 자그레브에 있는 미술관이다. 